# Журавлёвка (Венгеровский район)
Журавлёвка — исчезнувшая деревня в Венгеровском районе Новосибирской области России. На момент упразднения входила в состав Мининского сельсовета. Исключена из учётных данных в 1968 году.

## География
Располагалась на крайнем востоке района, у южной окраины болота Жабаринское, в 20 км к востоку от села Минино.

## История
По некоторым сведениям деревня была основана в 1900 году. В 1932 году организован колхоз «Память Кирова». С 1950 года отделение колхоза «Заветы Ленина».
Решением Новосибирского облисполкома от 31.12.1968 г. деревня исключена из учётных данных.